# Peter Woit

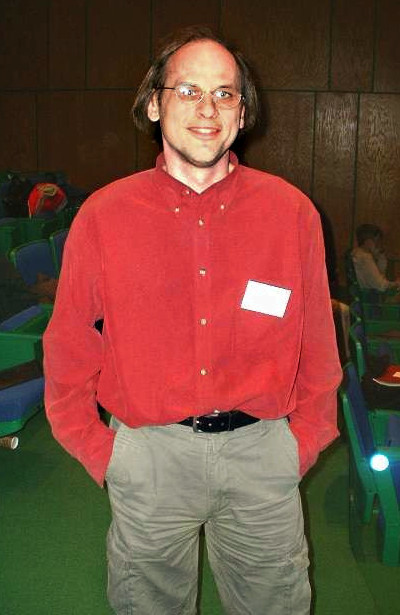
Peter Woit (2005)

Peter Woit (* 11. September 1957) ist ein US-amerikanischer Physiker, bekannt als Kritiker der Stringtheorie.

## Leben
Woit studierte an der Harvard University Physik mit dem Master-Abschluss 1979 und wurde 1985 bei Curtis Callan an der Princeton University promoviert. Als Post-Doktorand war er an der SUNY und am MSRI. Er war ab 1989 vier Jahre Ritt Assistant Professor an der Columbia University und ist dort heute Computer-Administrator und Senior Lecturer in der mathematischen Fakultät.
Neben der US-Staatsbürgerschaft hat er einen lettischen Pass, da seine Eltern nach dem Zweiten Weltkrieg aus Riga flohen.

## Lehre
Bekannt ist er durch seinen Bestseller Not even wrong als Kritiker der Stringtheorie, die er für spekulativ und kaum überprüfbar hält, die aber trotzdem eine große Anzahl Theoretiker und Forschungsgelder anzieht, welche seiner Meinung nach auf anderen Gebieten sinnvoller eingesetzt wären. Woit hält die Stringtheorie noch nicht einmal vom mathematischen Standpunkt für ästhetisch anziehend. Der Titel ist einer abschätzigen Bemerkung von Wolfgang Pauli für Theorien entlehnt, die nicht einmal falsch sind (da nicht überprüfbar). Etwa zur gleichen Zeit veröffentlichte Lee Smolin ein Buch ähnlichen Tenors (The Trouble with Physics). Woit hat auch einen Blog gleichen Namens (Not even wrong).
Als theoretischer Physiker befasst er sich mit Quantenfeldtheorien.

## Schriften
- Not Even Wrong: The Failure of String Theory & the Continuing Challenge to Unify the Laws of Physics, Basic Books 2006